# جورج بيري غراهام
جورج بيري غراهام (بالإنجليزية: George Perry Graham)‏ هو سياسي كندي، ولد في 31 مارس 1859، وتوفي في 1943. حزبياً، نشط في الحزب الليبرالي الكندي.

## مناصب
- انتخب عضو مجلس العموم الكندي عن دائرة Brockville (federal electoral district) [الإنجليزية]‏ (1907 – 1911).
- انتخب عضو مجلس العموم الكندي عن دائرة Renfrew South (federal electoral district) [الإنجليزية]‏ (1912 – 1917).
- انتخب عضو مجلس الشورى البريطاني.
- انتخب عضو برلمان مقاطعة أونتاريو عن دائرة Brockville (provincial electoral district) [الإنجليزية]‏ (1898 – 1907).
- انتخب عضو مجلس الشيوخ الكندي (1926 – 1943).
- انتخب عضو مجلس العموم الكندي عن دائرة Essex South (federal electoral district) [الإنجليزية]‏ (1921 – 1925).